# Tabulatur Lüdingworth
Die Tabulatur Lüdingworth wurde 2005 vom Musikwissenschaftler Konrad Küster im Archiv der Kirchengemeinde St. Jacobi in Lüdingworth in einem Rechnungsbuch entdeckt.
Die Tabulatur wird von Küster auf die Zeit zwischen 1550 und 1570 datiert und gehört damit zu den ältesten erhaltenen Fragmenten von Orgeltabulaturen in Norddeutschland. Ursprünglich umfasste die Tabulatur acht Seiten. Unter anderem enthält sie Teile eines Chorals des Hamburger Organisten Paul Rußmann († 1560), Allein tho di Her Jesu Christ, und Psalm 23 von Hinrich thor Molen (1540–1603). Ein weiteres Teil ist in F-Dur gehalten, ohne dass ihm ein Urheber zuzuordnen wäre.